# 沖永良部バス企業団
沖永良部バス企業団（おきのえらぶバスきぎょうだん）は、鹿児島県大島郡知名町に本拠地を置くバス事業者である。和泊町と知名町により構成される一部事務組合であり、地方公営企業法が適用される企業団である。通称「沖永良部バス」。

## 事業所

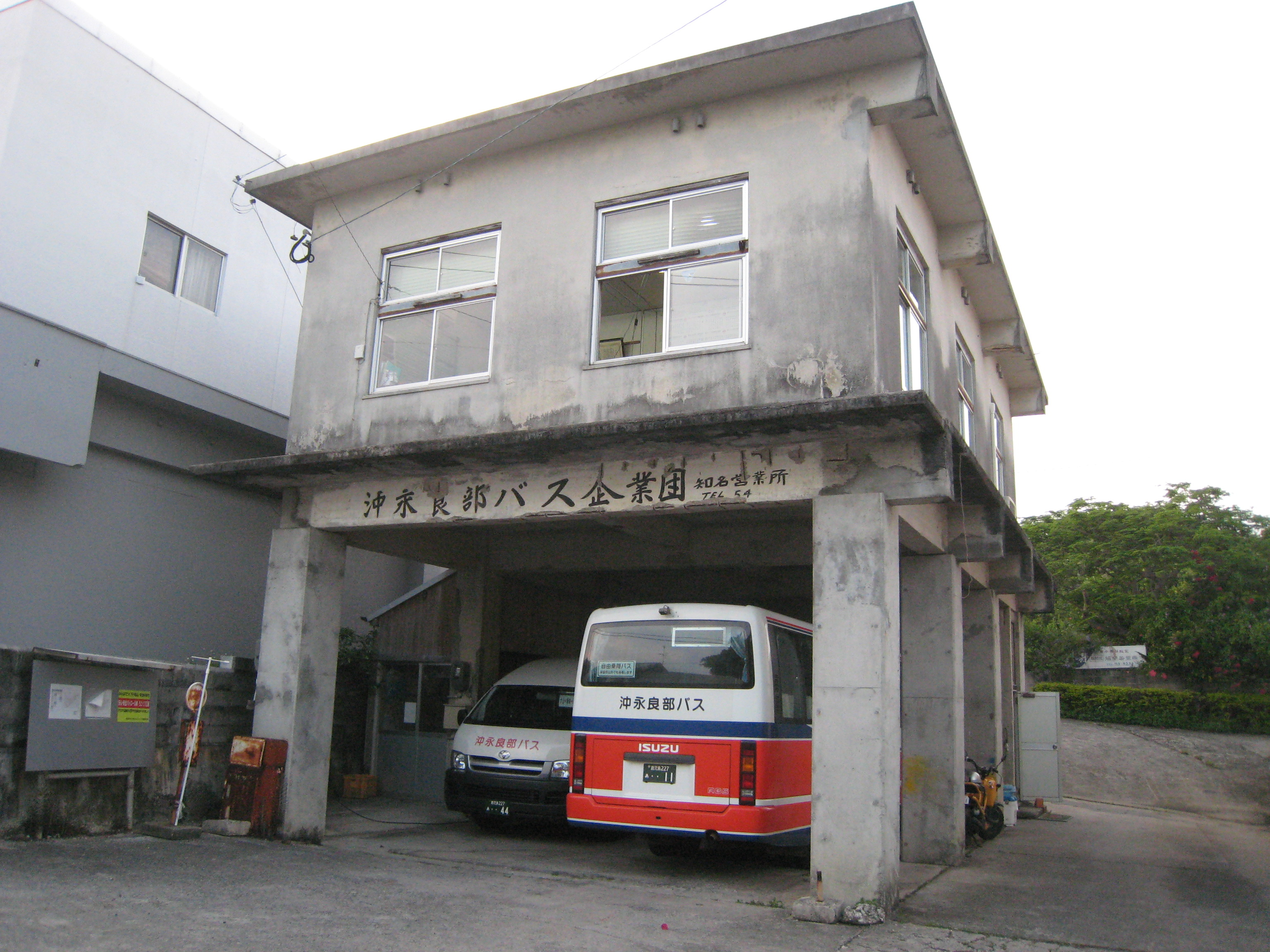
知名営業所

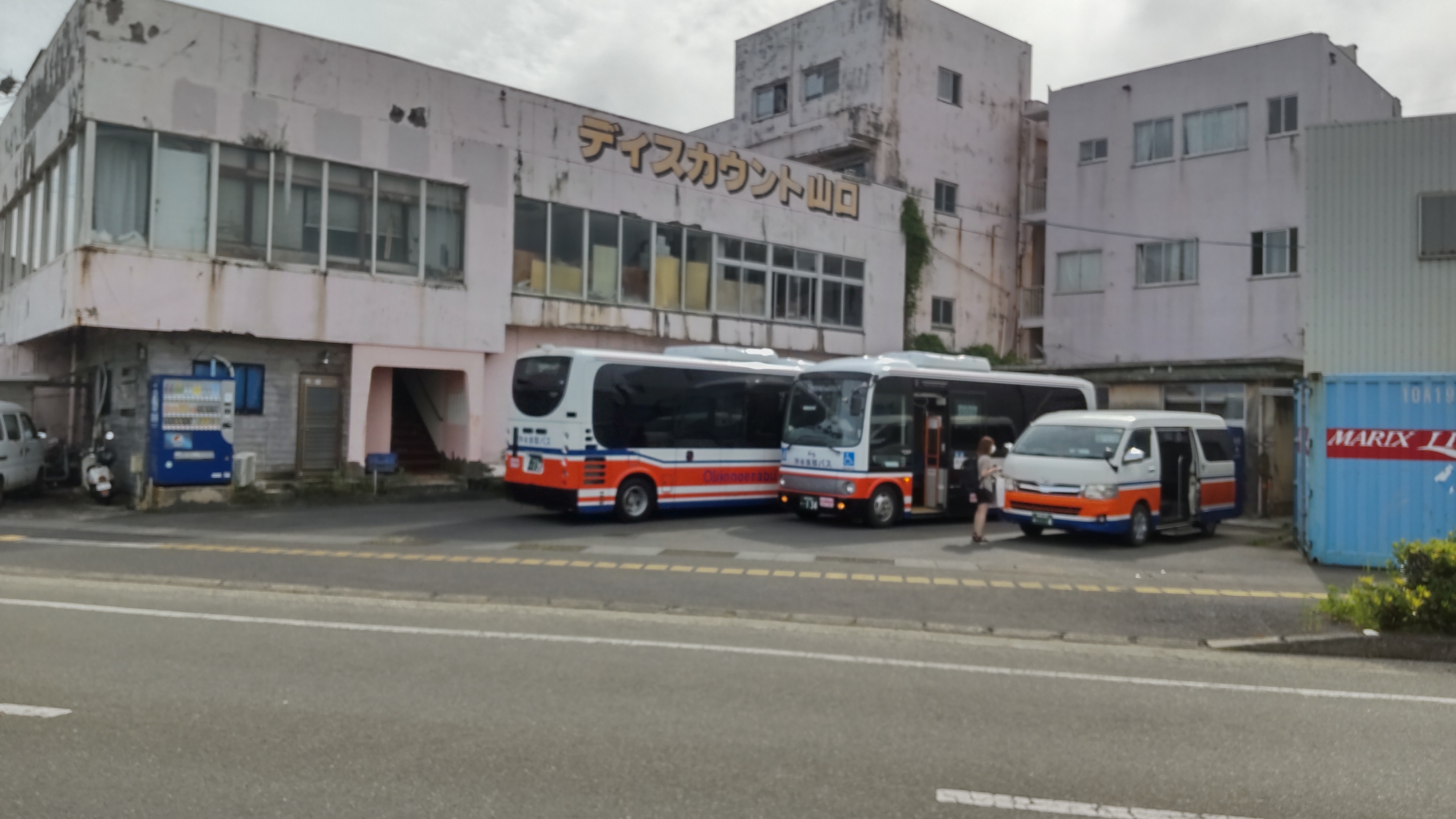
和泊バス停

- 知名営業所：鹿児島県大島郡知名町大字知名463
- 和泊営業所：鹿児島県大島郡和泊町大字和泊3

## 概説
沖永良部島内を走る路線バスの運行を行なうほか、貸切バス事業も行なっている。

### 沿革
1956年5月1日 沖永良部島内の和泊町と知名町が設置した「沖永良部島一部事務組合」により、一般乗合旅客自動車運送事業（バス運行業）を開始した。
1968年4月 現在の「沖永良部バス企業団」に名称を変更。
1990年代後半から利用率が低迷し、2005年度の利用者数は約6万人強で前年度より約6000人減少しており、決算では約3482万円の運送収入に対し約4868万の赤字を計上している。乗務員の採用見送りや管理費の経費節減策を講じたにもかかわらず、毎年5-6000万円の損失を計上する厳しい経営環境から、2006年7月24日には島内の全路線を廃止する方針が決まり、同年7月25日までに沿線自治体・鹿児島県に対して廃止の申出を行った。
これを受けて、鹿児島県と沿線自治体では路線維持について協議した結果、2007年4月1日からは廃止代替バスによる自治体主導の運行に切り替え、運行は沖永良部バス企業団へ委託する形態を採ることになった。また、運行によって生じた赤字については、沿線自治体に加えて県も補填することになった。同時に、1系統は廃止・1系統を既存の路線に統合した。また、その後も路線の再編などが行われている。

## 路線

### 運行中の路線
2020年4月ダイヤ改正時点
- 空港線（系統番号1）
知名 - ガジマル辻 - 高校前 - 皆川 - 和泊 - 国頭 - 沖永良部空港
- 知名・国頭線（系統番号2）
知名 - ガジマル辻 - 高校前 - 和泊 - 国頭
- 永嶺線（系統番号3）
知名 （- 屋子母公民館） - 住吉 - 下城 - 新城 - 永嶺 - 内城 - 和泊
- 後蘭線（系統番号4）
知名 - 住吉 - 新城 - 谷山 - 後蘭 - 内城 - 和泊
- ガジマル線（系統番号5）
和泊 - 出花 - 内城 - 赤嶺 - ガジマル辻 - 知名

### 予約制運行路線
フェリーの発着に合わせた設定となっているデマンドバス。9:00 - 16:00の間対応し、フェリー入港1時間前までに予約が必要。設定の停留所以外での乗降不可。
- 和泊 - 和泊港
- 和泊 - 伊延港
- 和泊港 - 伊延港
- 知名 - 知名港（知名港フェリー発着日のみ）

## 車両
車両はいすゞ車のみ導入されていたが、トヨタ・ハイエースや日野・ポンチョも使用するようになった。
2017年7月には、元都営バスから移籍したいすゞ・エルガミオノンステップバスを導入している。

乗合バスの車両
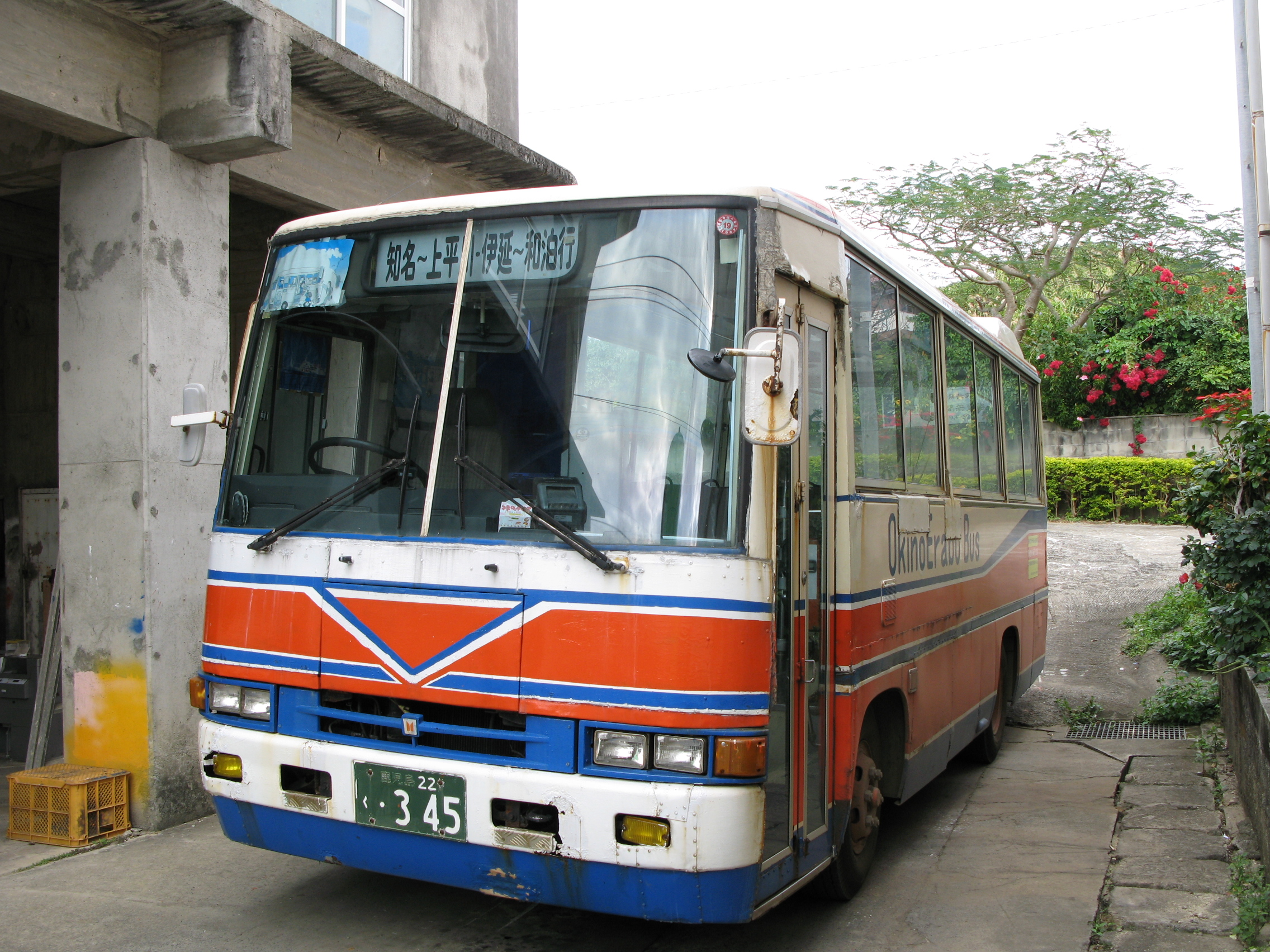
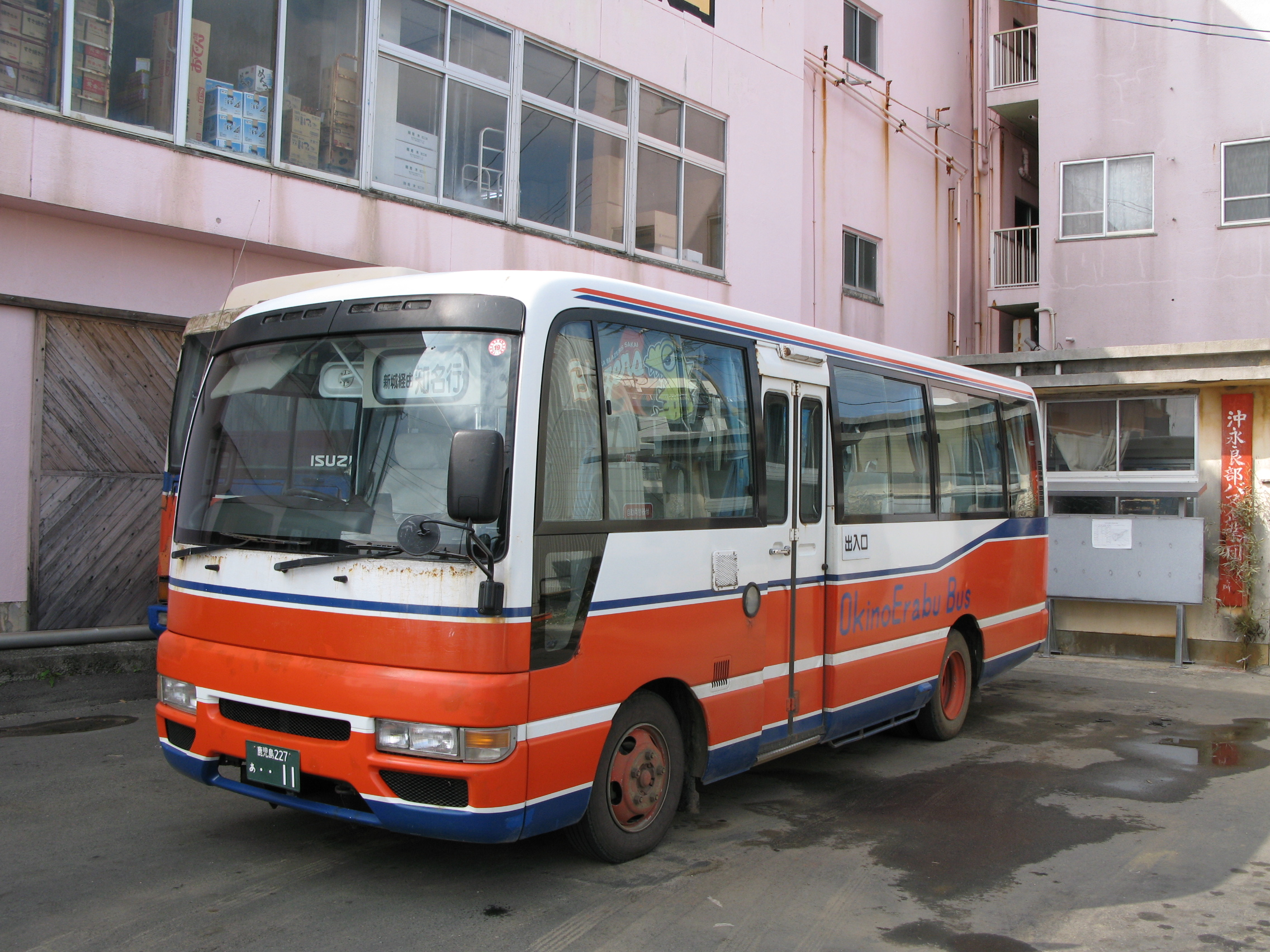
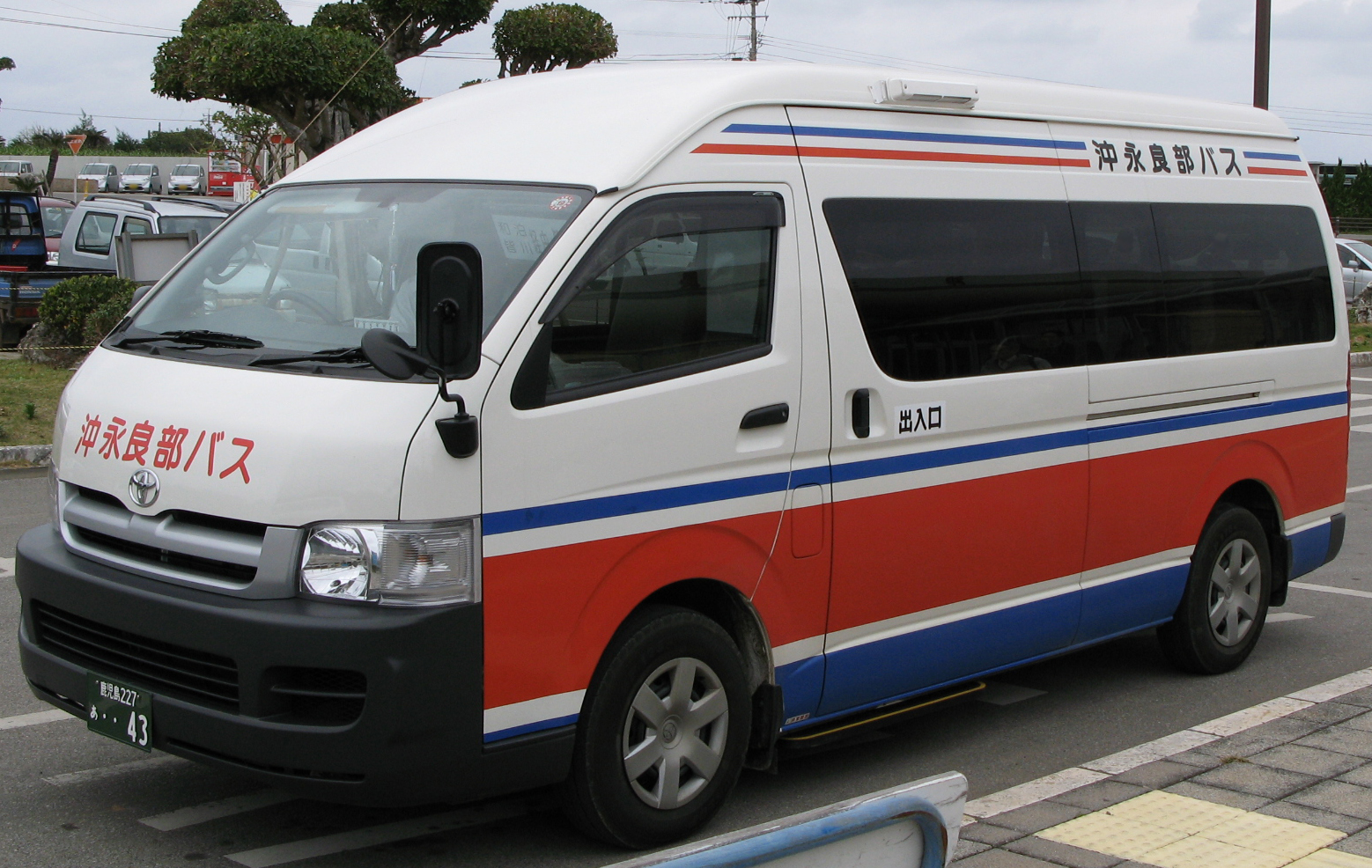
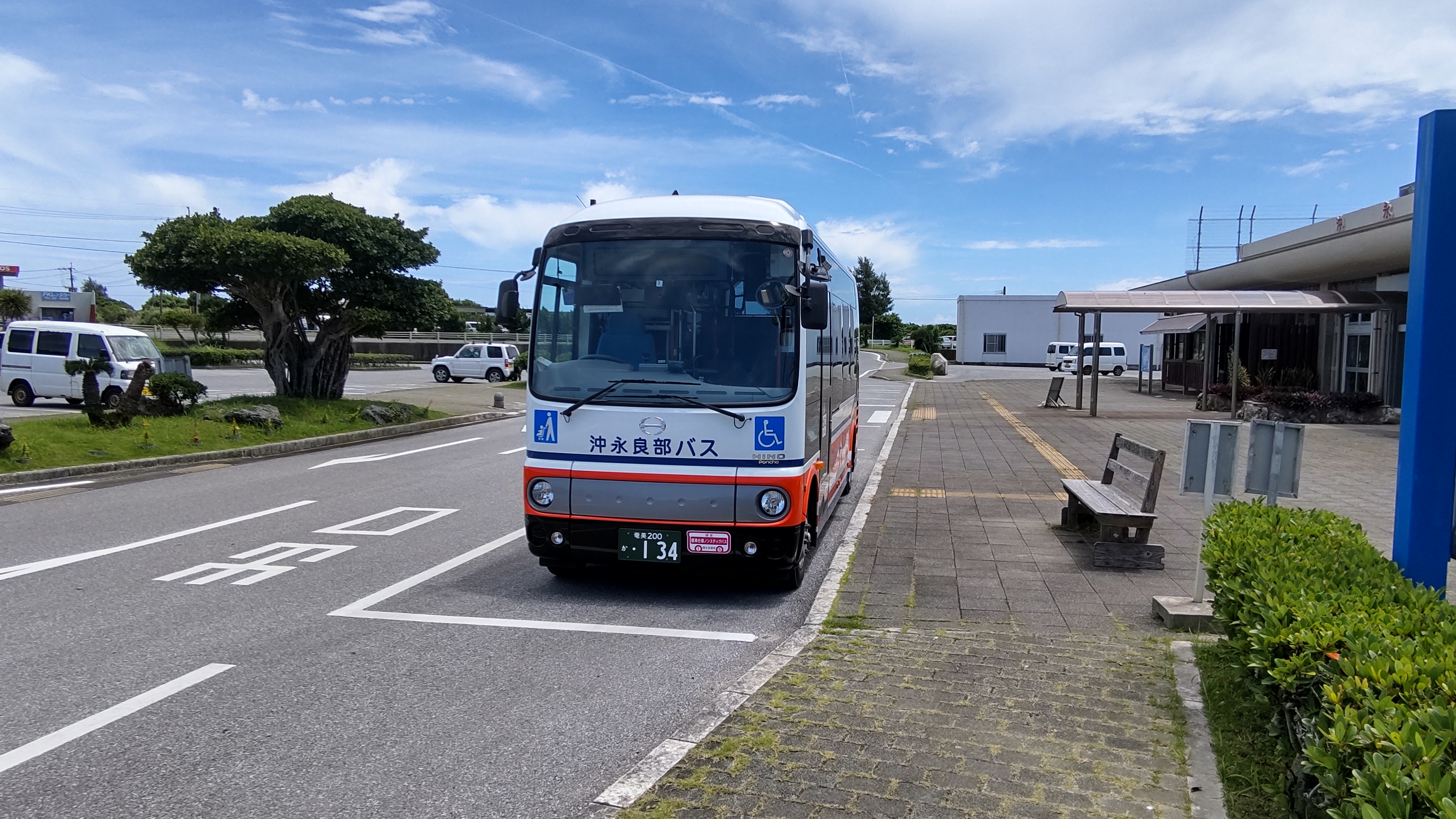

## オキバスV
沖永良部バス企業団の公式キャラクター「オキバスV」がいる。
正義のために沖永良部島のために悪人たちをやっつける。
「公共交通戦隊オキバスV」youtube

### オキバスVのテーマ曲
突然君の前にあらわる　オキバスファイブ
不安な君を救ってくれる　オキバスファイブ
正義のために　この島のために
悪人たちをやっつける！！ 
嵐の吹く激しい夜に　オキバスV
不安な君を救ってくれる　オキバスV
正義のために　この島のために
悪人たちをやっつける！！